# Gösta Berg (konstnär)
Gösta Berg, född 8 februari 1938 i Jönköping, är en svensk konstnär, formgivare och teckningslärare.
Berg studerade vid Konstfack i Stockholm 1953-1959 och till möbelformgivare hos G.A. Berg i Uppsala. Efter studierna vid Konstfack anställdes han som teckningslärare vid Gubbängens enhetsskola och sedan på Stureskolan och Vasagymnasiet i Arboga. 
Bland hans offentliga arbeten märks ljusbärare för Trefaldighetskyrkan med plats för 150 ljus, altarmålning för kyrkan i Kamenetz i Vitryssland, sakrala utsmyckningar med en fondmosaik i Brickebergskyrkan Örebro, Pingstkyrkan i Arboga, Örtagårdskyrkan i Arboga och Missionskyrkorna i Vallentuna och Hallstahammar och ett porträtt på kommunfullmäktiges ordförande Lars O. Molin i Örebro.
Han tilldelades ett kulturstipendium från Frikyrkliga Studieförbundet. 
Hans konst består huvudsakligen landskapsmotiv men även porträtt i olja och akvarell. Tillsammans med slöjdläraren Stenerik Eriksson i Arboga formgav han en stol som producerades av ett företag i Danmark. 
Berg är representerad i Arboga och Örebro kommuns samlingar.